# Abel Lake (Neuseeland)
Der Abel Lake ist ein See im Westland District in der Region West Coast auf der Südinsel Neuseelands. Er liegt in den Südalpen und wird vom Abel Glacier gespeist, welcher vom Gletscherfeld Garden of Eden herabfließt. Der Abfluss besteht in einem kurzen Wasserlauf, der in den Perth River mündet. Dem Flusslauf des Perth und anschließend des Whataroa River folgend liegt am New Zealand State Highway 6 die nächste Ortschaft, Whataroa.